# ایر استرال
ایر استرال (به انگلیسی: Air Austral) یک شرکت هواپیمایی با کد یاتا UU است که در تاریخ ۱۹۷۵ میلادی تأسیس شده‌است. دفتر مرکزی ایر استرال در سنت ماری، رئونیون واقع شده‌است و قطب این شرکت هواپیمایی در فرودگاه رولاند گرو قرار دارد و به ۱۳ مقصد، پرواز مستقیم انجام می‌دهد.